# ديرك كلينغينبيرغ
ديرك كلينغينبيرغ (بالألمانية: Dirk Klingenberg) هو لاعب كرة الماء ألماني، ولد في 23 يوليو 1969 في دويسبورغ في ألمانيا.

## وصلات خارجية
- ديرك كلينغينبيرغ على موقع الاتحاد الدولي للسباحة (الإنجليزية)
- ديرك كلينغينبيرغ على موقع اللجنة الأولمبية الدولية (الإنجليزية)
- ديرك كلينغينبيرغ على موقع أوليمبيديا (الإنجليزية)